# 예슈테텐
예슈테텐(독일어: Jestetten, 듣기 (도움말·정보))은 독일 바덴뷔르템베르크주의 발츠후트 지역에 있는 자치체이다.

## 역사
1806년 예슈테텐은 바덴의 일부가 되었다.
1840년부터 1935년까지 예슈테텐의 영토는 알텐부르크, 로트슈테텐 및 당시 데티그호펜과 함께 관세 배제 구역을 형성한 지역의 일부였으며, 독일 관세 지역의 일부가 아니었다. 주민들은 자신의 농산물을 스위스는 물론 독일의 나머지 지역에도 제공할 수 있었다. 이러한 상황은 독일의 다른 지역에 비해 더 높은 생활 수준과 번영을 가져왔다.

## 지리
스위스로 건너가는 국경은 노이하우젠 암 라인팔로 이어지는 샤프하우저 도로를 따라 마을 동쪽에 있다. 지자체의 또 다른 국경 횡단은 오스터핑거 도로를 따라 마을의 남서쪽, 샤프하우젠주의 빌힝겐 지자체에 있는 오스터핑겐 마을을 향해 있다.

## 교통
예슈테텐역은 스위스 연방 철도의 국경을 넘는 에글리자우-노이하우젠선 노선에 위치해 있으며, 취리히 S반 노선 S9가 운행된다. 예슈테텐은 완전히 독일 내에 위치한 스위스가 운영하는 두 곳 역 중 하나이며, 다른 하나는 로트슈테텐이다. 2010년 12월까지 스위스의 노이하우젠 암 라인팔과의 국경에 가까운 예슈테텐의 일부인 알텐부르크에 위치한 알텐브루크-라이나우라는 세 번째 역이 계속 운영되었지만, 독일 당국의 항의에도 불구하고 역은 승객수 부족으로 스위스 정부에 의해 폐쇄되었다.
예슈테텐을 오가거나 통과하는 노선은 모두 독일 철도 네트워크와 직접 연결되어 있지 않다.
역은 국경 역이며 독일과 스위스의 지역 운송 관세 구역에 있다.
독일 노선의 어느 역에도 정차하지 않고 예슈테텐을 통과하는 기차는 기차와 승객이 기술적으로 스위스 관세 지역을 떠나 유럽 연합 관세 지역에 진입하더라도 어느 한 국가의 관세 절차나 제한을 받지 않는다. 그리고 다시 스위스 관세 영역에 들어간다. 이와 관련하여 양국 간에 협정이 체결되어 1936년에 법으로 제정되었다.